# Olszynka Grochowska (obraz Wojciecha Kossaka)
Olszynka Grochowska – obraz olejny namalowany przez polskiego malarza Wojciecha Kossaka w 1928, znajdujący się w zbiorach Muzeum Wojska Polskiego w Warszawie.
25 lutego 1831, w pobliżu ówczesnej wsi Grochów doszło do bitwy o Olszynkę Grochowską – największej i najkrwawszej bitwy powstania listopadowego. Kluczowym punktem pozycji polskich była Olszynka Grochowska – niewielki las olchowy o który toczyły się z Rosjanami najkrwawsze walki. 
Na obrazie widzimy żołnierzy 4. Pułku Piechoty Liniowej (Czwartaków) z karabinami skałkowymi w szyku bojowym, odpierających kolejny szturm Rosjan. W tle „po cywilnemu” generał Józef Chłopicki ze sztabem.